# Manfred Lauermann
Manfred Lauermann (* 22. April 1947 in Hannover) ist ein deutscher Soziologe, Ideengeschichtler und Linksintellektueller, der als Privatgelehrter in Hannover lebt und seine politischen Ursprünge in der deutschen 68er-Bewegung hat.

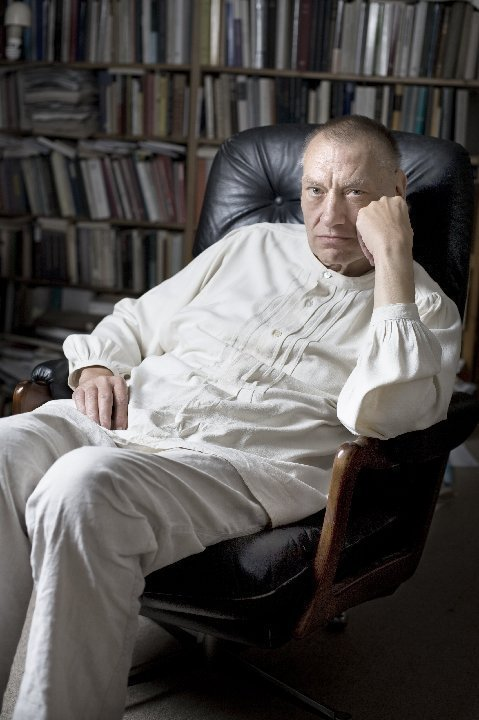
Manfred Lauermann

## Leben und Wirken
Der habilitierte Soziologe Lauermann gilt als einer der besten Kenner Spinozas in Deutschland, aber auch von Carl Schmitt, Althusser und Luhmann sowie von Marx. Die intensive Beschäftigung mit derart unterschiedlichen Theoretikern und seine Art sie zu rezipieren, brachte ihm seitens der Jungle World den Ruf ein, „Wanderer zwischen den Welten“ zu sein. Dies wurde kurz darauf bestätigt, als Lauermann im neurechten Theorieorgan Etappe einen 50-seitigen Beitrag incl. einer „Hommage à Panajotis Kondylis“ veröffentlichte.
Lauermann lehrte an den Universitäten Bochum, Dresden und Bielefeld. 1999 hatte er eine DAAD-Professur an der brasilianischen Universidade Federal de Goiás (UFG).
Er war Mitglied des Sozialistischen Deutschen Studentenbundes (SDS) und ist Mitglied der Deutschen Gesellschaft für Soziologie (Sektion Kultursoziologie), der Ferdinand-Tönnies-Gesellschaft sowie der deutschen und der niederländischen Spinoza-Gesellschaft.
Lauermann gehörte von 2007 bis 2017 der Historischen Kommission der Partei Die Linke an. Bei der Neubesetzung der Kommission wurde er 2017 nicht mehr berücksichtigt. Er ist Teil des Mitarbeiterstammes der Schriftenreihe Tumult.

## Schriften
Monographien
- Begriff und Erfahrung. Studie zur „diskursiven Konfiguration“ der ersten Hälfte des 19. Jahrhunderts. Universität Hannover, Hannover 1977, Dissertationsschrift.
- Sozialwissenschaften in der DDR aus Sicht des bundesdeutschen SDS. Helle Panke, Berlin 2005.

Buchbeiträge und Aufsätze
- Versuch über Carl Schmitt im Nationalsozialismus. In: Klaus Hansen, Hans Lietzmann (Hrsg.): Carl Schmitt und die Liberalismuskritik. Leske u. Budrich, Opladen 1988, ISBN 978-3-8100-0702-5, S. 37–51.
- Die Soziologie auf dem Weg zur Normalität und die Erhöhung ihrer Selbstreferenz. In: Soziale Welt, 46. Jahrg., H. 3 (1995), S. 354–363.
- Das Soziale im Nationalsozialismus. Berliner Debatte Initial, Jg. 9 (1998), H. 1, S. 35–52.
- Spinozanische Ethik und Wissenschaft Carneri, eine Miszelle-Freud, eine Fußnote. Darwin, ein Exkurs. In: Klaus Hammacher (Hrsg.), Zur Aktualität der Ethik Spinozas. Königshausen und Neumann, Würzburg 2000, ISBN 978-3-8260-1809-1, S. 56–100.
- (gemeinsam mit Maria-Brigitta Schröder) Textgrundlagen der deutschen Spinoza-Rezeption im 18. Jahrhundert. In: Eva Schürmann, Norbert Waszek, Frank Weinreich (Hrsg.): Spinoza im Deutschland des achtzehnten Jahrhunderts. Frommann-Holzboog, Stuttgart-Bad Cannstatt 2002, ISBN 3-7728-2027-1, S. 39–83.
- Vierzig Jahre 1968. In: Berliner Debatte Initial, Jg. 20 (2009) 1, S. 111–149 (Erweiterte Fassung online).
- Michael Hardt & Antonio Negri. Kulturrevolution durch Multitudo. In: Stephan Moebius, Dirk Quadflieg (Hrsg.): Kultur. Theorien der Gegenwart. 2. Auflage. VS-Verlag, Wiesbaden 2010, ISBN 978-3-531-16775-6, S. 309–321.
- Außenseiter als Hofnarren im Wissenschaftssystem. In: Anne Honer (Hrsg.): Fragile Sozialität. Inszenierungen, Sinnwelten, Existenzbastler. VS-Verlag, Wiesbaden 2010, ISBN 978-3-531-17173-9, S. 447–462.
- Die Geburt der Soziologie aus dem Geiste der Renaissance. Alfred von Martin in wissenschaftsgeschichtlichem Kontext. In: Richard Faber, Perdita Ladwig (Hrsg.): Gesellschaft und Humanität. Der Kultursoziologe Alfred von Martin (1882–1979). Königshausen & Neumann, Würzburg 2013, ISBN 3-8260-5123-8, S. 155–190.
- Ist ›Kultursoziologie‹ institutionalisierbar? In: Stephan Moebius, Clemens Albrecht (Hrsg.): Kultur-Soziologie. Klassische Texte der neueren deutschen Kultursoziologie. Springer VS, Wiesbaden 2014, ISBN 978-3-658-02253-2, S. 281–299.